# Paul Wunderlich

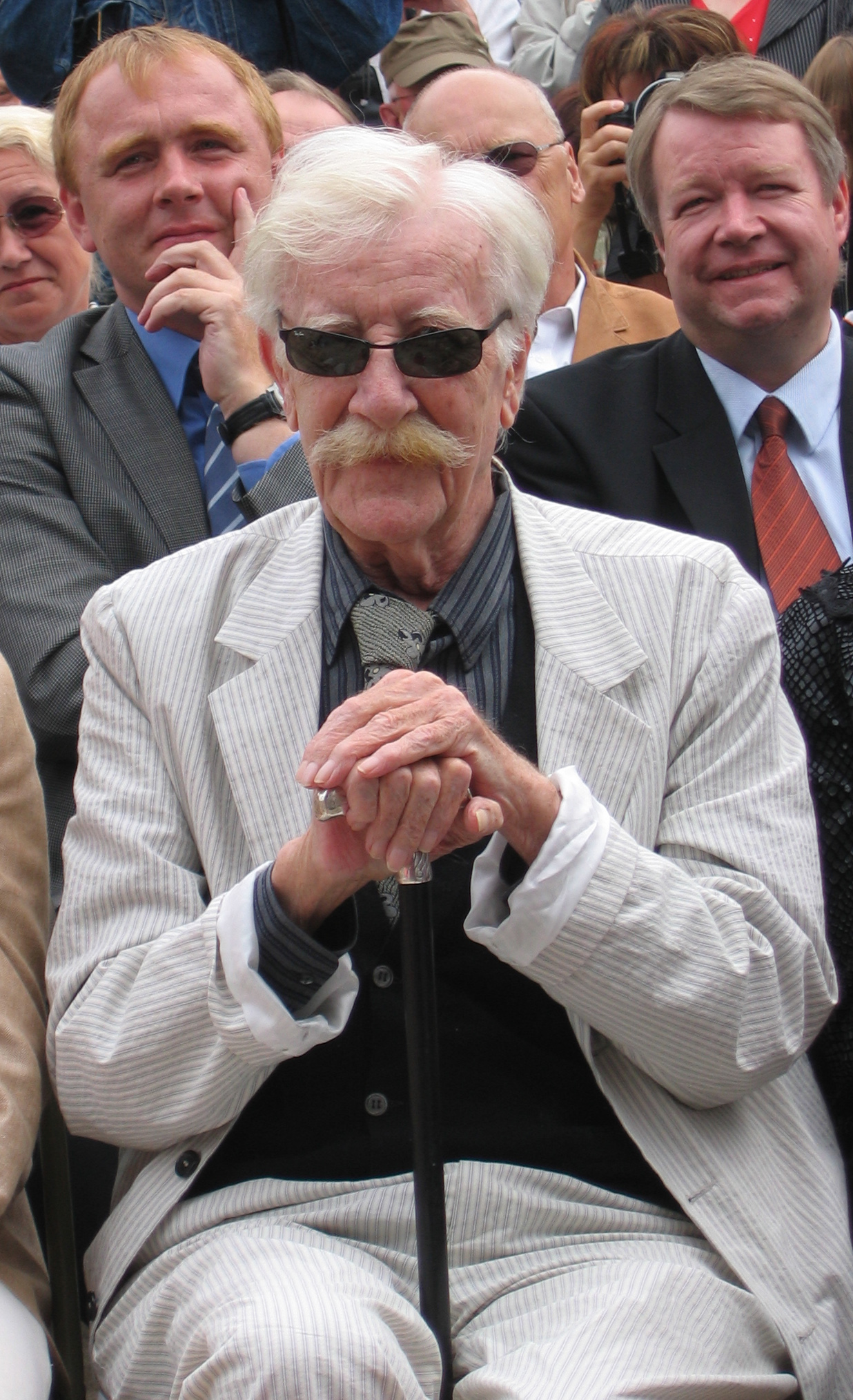
Paul Wunderlich (2007)

Paul Wunderlich (* 10. März 1927 in Eberswalde; † 6. Juni 2010 in Saint-Pierre-de-Vassols, Provence) war ein deutscher Maler, Zeichner, Bildhauer und Grafiker. Er gestaltete in seinen neosurrealistischen Bildern und Skulpturen überwiegend erotische und mythologische Themen.

## Leben und Werk
Wunderlich wurde als zweites Kind der Eheleute Horst und Gertrude Wunderlich (geb. Arendt) geboren. Nach einer Zeit als Flakhelfer und Kriegsgefangener zog er zu seiner Mutter nach Eutin, absolvierte dort am Johann-Heinrich-Voß-Gymnasium das Abitur und besuchte anschließend die Schloßkunstschule in der Orangerie des Eutiner Schlosses. 1947 wurde er Student an der Kunsthochschule in Hamburg, wo er sich in der Klasse Freie Graphik bei Willi Titze einschrieb. Seine Mitschüler waren unter anderem Horst Janssen und Reinhard Drenkhahn. Nach einer Unterbrechung nahm er das Studium 1950 wieder auf, das er 1951 bei Willem Grimm abschloss. Anschließend wirkte er als Lehrbeauftragter an der Hochschule für bildende Künste Hamburg für die Techniken der Lithografie und Radierung. Ebenfalls 1951 druckte er für Emil Nolde („Der König und seine Mannen“, Radierung) und 1952 für Oskar Kokoschka die Grafik-Suite „Ann Eliza Reed“ mit elf Lithografien. Mit dem Verdienst verbrachte er drei Monate auf Ibiza. 1955 erhielt er ein Stipendium des Kulturkreises der Deutschen Industrie.

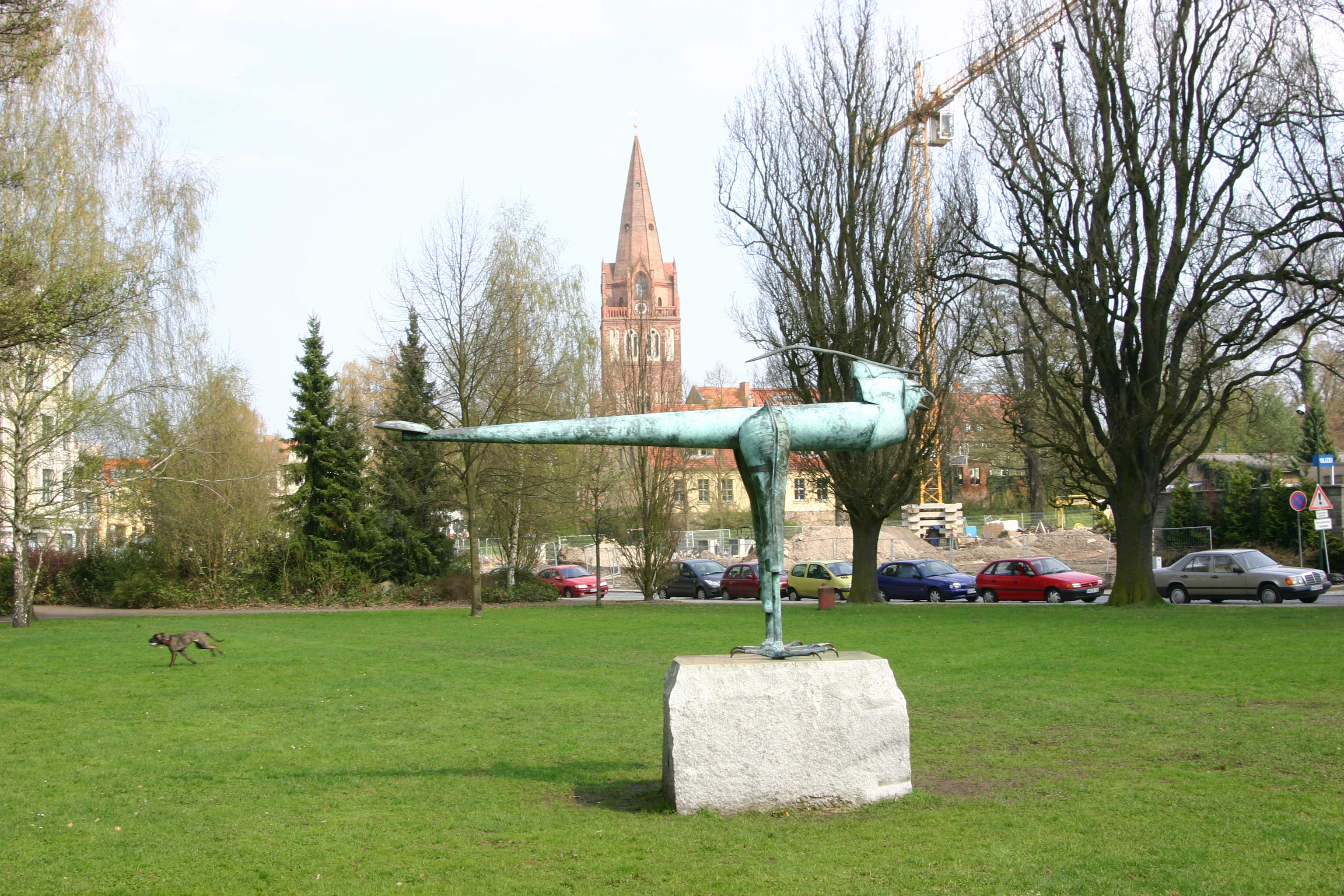
Vogel im Weidendamm Eberswalde

Nach einer frühen, im Wesentlichen realistischen Schaffensphase entwickelt er ab etwa 1959 den für ihn charakteristischen Stil. Seine frühen Werke zeigen zerstückelte, disproportionierte Körper vor leerem Hintergrund. Vor allem in den sechziger Jahren nahm Wunderlich immer wieder Impulse aus verschiedenen Kunstrichtungen, hierbei vorzugsweise Elemente aus Art déco und Jugendstil, in sein Werk auf und verarbeitete sie seinem Stil gemäß.
1960 kam es zur Beschlagnahmung des Lithographie-Zyklus „qui s’explique“ durch die Hamburger Staatsanwaltschaft wegen unsittlicher Darstellungen. Die Rückgabe erfolgte 1985 ohne Kommentar durch die Staatsanwaltschaft. 1961 erhielt Wunderlich den Kunstpreis der Jugend für Graphik, mit dem Preisgeld verlegte er seinen Wirkungskreis nach Paris. 1962 arbeitete er in der Werkstatt Desjobert in Paris, erstmals konnte er vom Verkauf seiner Lithografien leben.
1963 kehrte er nach Hamburg zurück und wurde (bis 1968) – als Nachfolger von Georg Gresko – Professor an der Hochschule für bildende Künste Hamburg (HfbK) und begann 1969 unter dem Einfluss von Salvador Dalí mit der Erstellung von Skulpturen und Plastiken aus Bronze.
1970 setzte sich der Künstler eingehend mit dem Werk Albrecht Dürers auseinander, und es entstand eine Serie, in der er Dürer-Motive surrealistisch verfremdete. Den größten Teil seines Werkes umfassen Lithografien; ab 1968 schuf Wunderlich aber auch Plastiken als dreidimensionale Abbilder seiner gemalten und gezeichneten Gegenstände und Figuren.
1981 erwarb Wunderlich ein Landhaus in der Provence. „Seinen Garten dort, gleichzeitig Bühne für seine grossen Skulpturen, hütet er wie einen geheimnisvollen Schatz.“ [sic]
Für den italienischen Weinhersteller Nittardi gestaltete Wunderlich ein Weinetikett für den 1987 Casanuova.
Das Kreishaus des Kreises Barnim am Eberswalder Marktplatz trägt den Namen Paul-Wunderlich-Haus und zeigt eine ständige Ausstellung von Werken Paul Wunderlichs. Beim Eröffnungsfest am 1. Juli 2007 gaben neben dem Duo Pond auch Tangerine Dream ein Paul Wunderlich gewidmetes Konzert.
Paul Wunderlich war seit 1971 mit der Fotografin Karin Székessy verheiratet und hat mit ihr gemeinsam einige Kunstprojekte realisiert. Der mit Wunderlich eng befreundete Fritz J. Raddatz hat diese Zusammenarbeit in dem Buch Correspondenzen dokumentiert und kommentiert. Wunderlich lebte und arbeitete in Hamburg und Saint-Pierre-de-Vassols (Provence), wo er nach kurzer schwerer Krankheit 2010 verstarb.

## Zitate
- S. R.: „Kann der Mensch, kann die Gesellschaft ohne Kunst leben?“ P. W.: „Ja, aber es lohnt sich kaum.“ (Paul Wunderlich im Gespräch mit Stephan Richter)[4]

## Werke

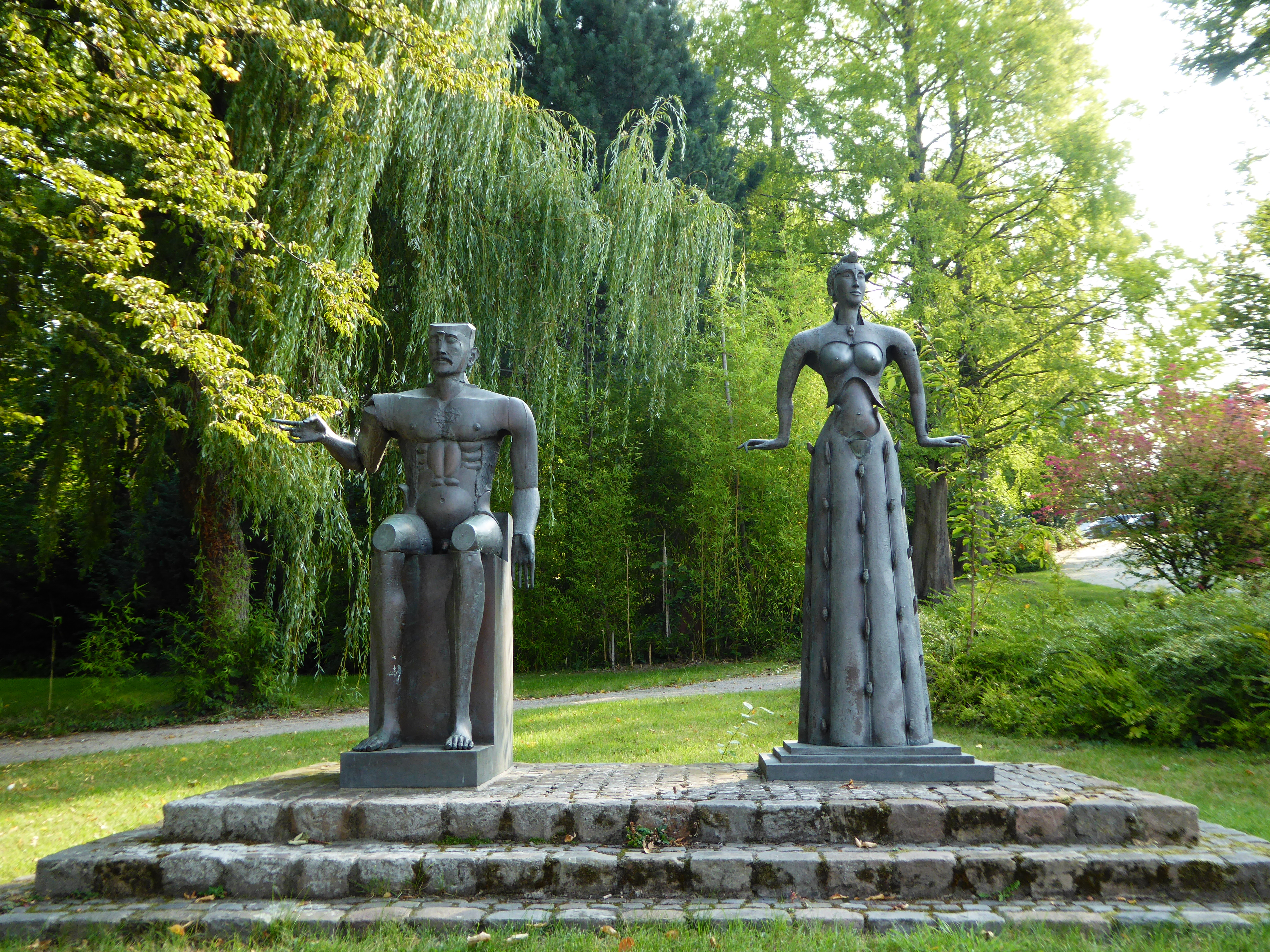
Die Königin und der König, Bochum

In Schleswig-Holsteinischen Landesmuseen:
- Portrait Jim Hughes, 1959 (Wkvz. 19), Öl auf Hartfaserplatte, 62 × 100 cm
- Gehängte (zum 20. Juli '44), 1959/60 (Wkvz. 42), Öl auf Hartfaserplatte, 120 × 90 cm
- 20. Juli 1944, 1959 (Wkvz. 80-87), 8 Lithografien, jeweils 61 × 43 cm, Auflage 10
- qui s'explique, 1959 (Wkvz 95-106), 12 Lithografien, jeweils 61 × 43 cm, Auflage 5
- Fructidor, 1989 (WVZ-Nr. 776), Farblithografie, 100 × 137 cm, Auflage 50

In Eberswalde:
- Tanzende Frau II, 1998 (Wkvz. 336), Skulptur in Bronze, Höhe 230 cm, Auflage 6
- Sitzender Mann II, 1998(Wkvz. 337), Skulptur in Bronze, Höhe 195 cm, Auflage 6
- Vogel (Park im Weidendamm), 1998, Skulptur in Bronze, Höhe 2 m, Länge 4 m

In Bochum:
- Die Königin und der König, 1999, Skulptur in Bronze

## Ehrungen (Auswahl)
- 1955: ars viva[5]
- 1960 Deutscher Kunstpreis der Jugend für Grafik, Mannheim
- 1962 M.-S. Collins-Preis für Lithografie, Philadelphia (USA)
- 1964 Japan Cultural Forum Award, Tokio (Japan)
- 1965 Edwin-Scharff-Preis, Freie und Hansestadt Hamburg
- 1967 Premio Marzotto, Valdagno, Vicenza (Italien)
- 1981 Korrespondierendes Mitglied der Académie des Beaux-Arts, Paris
- 1981 Assoziiertes Mitglied der Académie royale des Sciences, des Lettres et des Beaux-Arts de Belgique[6]
- 1986 Kunstpreis des Landes Schleswig-Holstein
- 1997 Bundesverdienstkreuz am Bande
- 2008 Ehrenbürgerschaft der Stadt Eberswalde

## Wichtige Ausstellungen
- 1962 Galerie Brusberg, Hannover; Galerie Brockstedt, Hamburg
- 1963 Museum of Art, Miami, Florida / Print Center, Philadelphia, Pennsylvania
- 1964 documenta III, Kassel
- 1966 Kunsthalle Mannheim; Kunstverein für die Rheinlande und Westfalen, Düsseldorf; Städtische Galerie Bochum
- 1968 Badischer Kunstverein, Karlsruhe
- 1969 Minneapolis Institute of Arts, Minneapolis (USA)
- 1970 Kunsthalle Recklinghausen; Städtisches Museum Gelsenkirchen
- 1971 Kestnergesellschaft, Hannover
- 1972 Galerie Berggruen, Paris
- 1974 Kunsthalle zu Kiel, Kiel; Tokio Gallery, Tokio (Japan)
- 1975 Wilhelm Lehmbruck Museum, Duisburg
- 1977 Palais des Beaux-Arts, Brüssel (Belgien)
- 1980 The Seibu Museum of Art, Tokio (Japan); Kunsthalle zu Kiel
- 1987 Schleswig-Holsteinisches Landesmuseum, Kloster Cismar
- 1994 Mitaka City Gallery of Art, Tokio; Gifu Prefectural Museum of Art, Gifu; Hokkeido (Japan)
- 1997 Ausstellung für Eberswalde, Museum in der Adler-Apotheke
- 2004 Buddenbrookhaus, Heinrich-und-Thomas Mann-Zentrum, Lübeck
- 2007 Schleswig-Holsteinische Landesmuseen, Schloss Gottorf, Schleswig; Schloss Cappenberg, Selm
- 2008 Stadthaus am Dom, Wetzlar
- seit 2007 „Paul-Wunderlich-Haus“, Eberswalde, ständige Ausstellung von Skulpturen und Grafiken
- 2012 Hamburger Kunsthalle